# Stjärtlapp
Stjärtlapp (även stjärtla och åklapp) är en utomhusleksak av kulört plast som består av ett sittunderlag med handtag. Den används för att med hjälp av stjärten åka nedför snöklädda backar.
Sedan 2008 anordnas Nordiska mästerskapen i extrem stjärtlapp, så kallad X-treme Asslapp, i Riksgränsen.
Ett tefat påminner om en stjärtlapp, men är rund, har högre kanter och ett handtag på varje sida. Utseendet kan liknas ett tefat.